# Clouère
Die Clouère ist ein Fluss in Frankreich, der in der Region Nouvelle-Aquitaine verläuft. Sie entspringt im Département Charente, im Gemeindegebiet von Lessac, entwässert sodann in generell nordwestlicher Richtung durch das Département Vienne und mündet nach rund 76 Kilometern unterhalb von Baptresse, im Gemeindegebiet von Château-Larcher als rechter Nebenfluss in den Clain.

## Orte am Fluss
- Availles-Limouzine
- Saint-Martin-l’Ars
- Usson-du-Poitou
- Saint-Secondin
- Saint-Maurice-la-Clouère
- Gençay
- Marnay
- Château-Larcher